# Zwangere Guy
Zwangere Guy, de son vrai nom Gorik van Oudheusden, né le 10 mai 1988 à Uccle, est un rappeur belge,,.

## Biographie

### Débuts et jeunesse
Gorik van Oudheusden naît le 10 mai 1988 à Uccle, il quitte l'école à l'âge de 14 ans et exerce par la suite divers emplois. Il rejoint ensuite le groupe de hip-hop Stikstof sous le pseudonyme d'« Omar G »,,.
En 2016, il sort ses premiers singles en solo. 

### Carrière

#### Maternity Leave Vol.3,Wie is Guy?etBRUTAAL(2017-2019)
En 2017, il publie son premier projet Maternity Leave Vol.3,. La même année, Zwangere Guy se produit au Pukkelpop avec son collectif Stikstof, il s'est également produit en solo au Dour Festival et à Leffingeleuren,.
1er mars 2019, sort son album Wie is Guy ?, qui comprend une tracklist de 19 titres. L'album atteint rapidement la première place de l'Ultratop 200. Le rappeur s'est ensuite produit dans divers festivals tels que Rock Werchter, Lokerse Feesten, Dranouter Festival, Dour, Lowlands et Down the Rabbit Hole.
Le 6 décembre 2019, sort un deuxième album, intitulé BRUTAAL, dont le premier single est sorti en novembre 2019.

## Discographie

### Albums
| Album                 | Sorti           | Label                    | Graphiques | Graphiques | Certifications |
| Album                 | Sorti           | Label                    | BE (FL)    | WAL        | Certifications |
| Album                 | Sorti           | Label                    | Culminer   | Culminer   | Certifications |
| --------------------- | --------------- | ------------------------ | ---------- | ---------- | -------------- |
| Maternity Leave Vol.3 | 14 avril 2017   | Frontale                 | -          | -          |                |
| Wie is Guy ?          | 1er mars 2019   | Universal Music Belgique | 1          | —          | Or             |
| BRUTAAL               | 6 décembre 2019 | Universal Music Belgique | 1          | 174        | Or             |
| BRUTXL                | 30 octobre 2020 | Universal Music Belgique | 1          | 174        | Or             |
| Pourriture Noble      | 3 novembre 2022 | MUSIQUE AU TOP           | -          | -          |                |

### Singles
| Single                                   | Année | Album       | Meilleur position | Meilleur position | Meilleur position | Meilleur position |
| Single                                   | Année | Album       | BE (VL)           | Vlaamse Top 50    | Urban 50          | BE (WA)           |
| Single                                   | Année | Album       | Top               | Top               | Top               | Top               |
| ---------------------------------------- | ----- | ----------- | ----------------- | ----------------- | ----------------- | ----------------- |
| Bxl Finest (avec Paternoster)            | 2017  | —           | Tip               | 37                | 47                | —                 |
| Suave G (avec Le Motel)                  | 2017  | —           | Tip               | —                 | —                 | —                 |
| Gorik Pt.1                               | 2018  | Wie is Guy? | 42                | 3                 | 8                 | —                 |
| R.A.F. (Rien à foutre)                   | 2019  | Wie is Guy? | Tip               | 31                | 42                | —                 |
| Guy-Funk (avec Selah Sue & Darrell Cole) | 2019  | Wie is Guy? | 52                | —                 | 4                 | 88                |
| Wie is Guy?                              | 2019  | Wie is Guy? | Tip               | —                 | 38                | —                 |
| Niemand                                  | 2019  | Brutaal     | 43                | 4                 | 10                | —                 |
| Brutaal (avec Blu Samu & Yseult)         | 2020  | Brutaal     | Tip               | —                 | 40                | —                 |
| Rotjoch (avec Chuki Beats)               | 2020  | BRUTXXL     | 70                | 13                | 22                | —                 |
| Connect (ft. Sticks)                     | 2020  | —           | Tip               | 23                | 32                | —                 |
| Hoelang nog (ft. Ramzi)                  | 2020  | —           | Tip 44            | 28                | 44                | —                 |
| 1 uit de 1000                            | 2020  | BRUTXXL     | Tip 14            | 12                | 23                | —                 |
| Papa ZG                                  | 2020  | BRUTXXL     | Tip               | —                 | 50                | —                 |
| Kenny (avec Jan Paternoster)             | 2020  | BRUTXXL     | Tip 5             | 9                 | 11                | —                 |
| Niet voor de views                       | 2021  | —           | Tip               | —                 | —                 | —                 |
| Beter Leven                              | 2023  | Wie is Guy? | 30                | —                 | —                 | —                 |
|                                          |       |             |                   |                   |                   |                   |

## Filmographie

### Films
- 2019 : UglyDolls : Ugly Dog (voix néerlandaise)
- 2023 : Come Back : Dominiek

## Nominations
| Année | Prix                         | Categorie                                 | Nomination                | Résultat   |
| ----- | ---------------------------- | ----------------------------------------- | ------------------------- | ---------- |
| 2017  | Music Industry Awards 2017   | Beste Urban                               | Zwangere Guy              | Nomination |
| 2017  | Red Bull Elektropedia Awards | Artiste de l'année                        | Zwangere Guy              | Nomination |
| 2017  | Red Bull Elektropedia Awards | Artiste de renom                          | Zwangere Guy              | Lauréat    |
| 2017  | Red Bull Elektropedia Awards | Meilleur clip                             | Outfit van me daddy       | Nomination |
| 2017  | Red Bull Elektropedia Awards | Meilleur album                            | Zwangerschapsverlof Vol.3 | Nomination |
| 2018  | Red Bull Elektropedia Awards | Meilleur spectacle                        | Zwangere Guy              | Nomination |
| 2019  | MTV Europe Music Awards      | Meilleur artiste belge                    | Zwangere Guy              | Nomination |
| 2019  | Weik van 't Brussels         | Brusseleir van’t joêr                     | Zwangere Guy              | Lauréat    |
| 2019  | Red Bull Elektropedia Awards | Artiste de l'année                        | Zwangere Guy              | Lauréat    |
| 2019  | Red Bull Elektropedia Awards | Meilleur spectacle                        | Zwangere Guy              | Lauréat    |
| 2019  | Red Bull Elektropedia Awards | Meilleur album                            | Wie is Guy?               | Lauréat    |
| 2019  | Red Bull Elektropedia Awards | Meilleure chanson                         | Gorik Pt.1                | Lauréat    |
| 2019  | Red Bull Elektropedia Awards | Meilleur clip                             | Gorik Pt.1                |            |
| 2019  | Music Industry Awards 2019   | Beste urban                               | Zwangere Guy              | Nomination |
| 2019  | Music Industry Awards 2019   | Meilleur spectacle                        | Zwangere Guy              | Nomination |
| 2019  | Music Industry Awards 2019   | Meilleur spectacle de langue néerlandaise | Zwangere Guy              | Nomination |
| 2019  | Music Industry Awards 2019   | Meilleur auteur / compositeur             | Zwangere Guy              | Nomination |
| 2019  | Music Industry Awards 2019   | Meilleur artiste solo masculin            | Zwangere Guy              | Nomination |
| 2019  | Music Industry Awards 2019   | Meilleur album                            | Wie is Guy?               | Nomination |
| 2019  | Music Industry Awards 2019   | Meilleur clip                             | Gorik Pt.1                | Nomination |
| 2020  | Red Bull Elektropedia Awards | Artiste de l'année                        | Zwangere Guy              |            |
| 2020  | Red Bull Elektropedia Awards | Meilleur album                            | BRUTAAL                   | Lauréat    |
| 2020  | Red Bull Elektropedia Awards | Meilleure œuvre d'art                     | BRUTAAL                   | Lauréat    |
| 2020  | Red Bull Elektropedia Awards | Meilleure chanson                         | BRUTAAL                   |            |
| 2020  | Red Bull Elektropedia Awards | Meilleur clip                             | Niemand                   | Nomination |
| 2021  | Music Industry Awards 2021   | Meilleur artiste solo masculin            | Zwangere Guy              | Nomination |
| 2021  | Music Industry Awards 2021   | Meileur hip-hop/rap                       | Zwangere Guy              | Nomination |
| 2021  | Music Industry Awards 2021   | Meilleur spectacle de langue néerlandaise | Zwangere Guy              | Nomination |
| 2021  | Music Industry Awards 2021   | Meilleur auteur / compositeur             | Zwangere Guy              | Nomination |
| 2021  | Music Industry Awards 2021   | Meilleur spectacle                        | Zwangere Guy              | Nomination |
| 2022  | Music Industry Awards 2022   | Meilleur hip-hop/rap                      | Zwangere Guy              | Nomination |